# Gyermekénekesek listája
Azt a személyt nevezzük gyermekénekesnek, aki felnőtt kora előtt professzionális énekesi pályafutásba kezdett.

## Lista
Gyermekénekesek és olyan felnőttek, akik gyermekkorukban lettek híresek, magukba foglalják például a következőket:
- (1922–1969) 2 éves korától Judy Garland
- (1928–2014) 6 éves korától Shirley Temple
- (1925–1967) 10 éves korától Harold Switzer
- (1935–) 12 éves korától Julie Andrews
- (1942–1968) 13 éves korától Frankie Lymon
- (1943–) 10 éves korától Joselito
- (1944–) 11 éves korától Brenda Lee
- (1946–2006) 10 éves korától Billy Preston
- (1947–) 12 éves korától Robertino Loreti
- (1948–)  8 éves korától Marisol
- (1949–) 13 éves korától Little Pattie aka Patricia Amphlett
- (1950–) 11 éves korától Stevie Wonder [1]
- (1951–) 14 éves korától Peabo Bryson
- (1952–2019) 13 éves korától James Ingram
- (1955–) 13 éves korától Heintje Simons
- (1957–) 4 éves korától Donny Osmond
- (1958–2009) 5 éves korától Michael Jackson
- (1958–) 13 éves korától Tanya Tucker
- (1958–) 11 éves korától Wilma Landkroon
- (1959–) 15 éves korától Bryan Adams
- (1961–) 8 éves korától Anita Hegerland
- (1965–) 11 éves korától Björk
- (1966–) 7 éves korától Janet Jackson
- (1967–) 9 éves korától Ricky Melendez
- (1967–2017) 10 éves korától Andrea Jürgens
- (1968–) 12 éves korától  Celine Dion
- (1970–) 12 éves korától Danny de Munk
- (1970–) 15 éves korától Debbie Gibson
- (1970–) 12 éves korától Aled Jones
- (1970–) 11 éves korától Luis Miguel
- (1971–) 9 éves korától Tiffany
- (1972–) 5 éves korától Nikka Costa
- (1972–) 9 éves korától Darina Rolincová
- (1972–) 12 éves korától Alyssa Milano
- (1974–) 10 éves korától Rahsaan Patterson
- (1974–) 10 éves korától Renee Sands
- (1975–) 9 éves korától Stacy Ferguson (Fergie)
- (1976–) 11 éves korától Tevin Campbell
- (1977–) 13 éves korától Shakira
- (1978–) 11 éves korától Usher [2]
- (1979–2001) 11 éves korától Aaliyah
- (1979–) 10 éves korától Jennifer Love Hewitt
- (1979–) 11 éves korától Brandy
- (1980–) 10 éves korától Monica
- (1980–) 12 éves korától Christina Aguilera
- (1980–) 9 éves korától Nick Carter
- (1981–) 5 éves korától Lynda Thomas
- (1981– ) 9 éves korától Beyoncé
- (1981-) 9 éves korától Kelly Rowland
- (1981–) 11 éves korától Marques Houston
- (1981–) 12 éves korától Britney Spears [3]
- (1981–) 12 éves korától Justin Timberlake
- (1982–) 8 éves korától LeAnn Rimes
- (1984–) 15 éves korától Katy Perry
- (1984–2003) 13 éves korától Shelby Starner
- (1985–) 6 éves korától Raven-Symoné
- (1985–) 11 éves korától Jan Smit
- (1985–) 6 éves korától Blake McIver Ewing
- (1985–) Ashley Tisdale
- (1986–) 12 éves korától Charlotte Church
- (1986–) Amanda Bynes
- (1986–) Leighton Meester
- (1986–) Tahj Mowry
- (1986–) éves korától Drake Bell
- (1986–) Lindsay Lohan
- (1986–) Lea Michele
- (1986–) Penn Badgley
- (1986–) 11 éves korától BoA
- (1986–) Josh Peck
- (1987–2020) Naya Rivera
- (1987–) (Lil') Bow Wow
- (1987–) 12 éves korától Hayley Westenra
- (1987–) Jesse McCartney
- (1987–) Blake Lively
- (1987–) 14 éves korától Hilary Duff
- (1987–) Zac Efron
- (1987–) Orlando Brown
- (1987–) 9 éves korától Aaron Carter
- (1988–) Billy Gilman
- (1988–) Becky Taylor
- (1988–) Vanessa Hudgens
- (1988–) Rihanna
- (1988–) Brooke Hogan
- (1988–) Jordy
- (1988–) 13 éves korától Keshia Chante
- (1989–) Jordin Sparks
- (1989–) Corbin Bleu
- (1989–) 13 éves korától Tanaka Reina
- (1989–) 14 éves korától Joe Jonas
- (1989–) 11 éves korától Taylor Swift
- (1989–) 16 éves korától Chris Brown
- (1989–) Lil' Romeo
- (1990–) Stevie Brock
- (1990–) Laura Marling
- (1990–) JoJo
- (1990–) James Maslow
- (1990–) Kendall Schmidt
- (1990–) David Archuleta
- (1990–) 16 éves korától Laura Marling
- (1991–) 3 éves korától Nuno Roque
- (1991–) 14 éves korától Jordan Pruitt
- (1991–) Devon Werkheiser
- (1991–) Gabriella Cilmi
- (1991–) Julie Dubela
- (1991–) Karina Pasian
- (1991–) Tess Gaerthé
- (1991–) Declan Galbraith
- (1991–) Erina Mano
- (1991–) Mitchel Musso
- (1991–) Kyle Massey
- (1991–) Joey Pearson
- (1992–) Jennette McCurdy
- (1992–) Miley Cyrus
- (1992–) Amy Diamond
- (1992–) Tiffany Evans
- (1992–) Selena Gomez
- (1992–) Taylor Horn
- (1992–) 8 éves korától Nick Jonas
- (1992–) 12 éves korától Kuszumi Koharu
- (1992–) Nacujaki Mijabi
- (1992–) Demi Lovato
- (1992–) Joseph McManners
- (1992–) Tori Kelly
- (1992–) Emily Osment
- (1992–) Charice Pempengco
- (1992–) Molly Sandén
- (1992–) 16 éves korától Bridgit Mendler
- (1993–) Tinashe
- (1993–) Julienne Irwin
- (1993–) Tianda Flegel
- (1993–) Miranda Cosgrove
- (1993–) Victoria Justice
- (1993–) Jasmine Villegas
- (1993–) 15 éves korától Piero Barone
- (1993–) Taylor Momsen
- (1993–) Rachel Trachtenburg
- (1993–) Keke Palmer
- (1993–) 15 éves korától Ariana Grande
- (1994–) Bianca Ryan
- (1994–) Taylor Ware
- (1994–) Dunnery Bond
- (1994–) 14 éves korától 14 Krystal Jung
- (1994–) Riona Kiuchi
- (1994–) Justin Bieber [4]
- (1994–) Szugaja Riszako
- (1994–) Szuzuki Airi
- (1994–) Lauren Alaina
- (1994–) 14 éves korától Ignazio Boschetto
- (1995–) María Isabel
- (1995–) 2 éves korától Jessica Sanchez
- (1995–) Luke Benward
- (1995–) Malin Reitan
- (1995–) Faryl Smith
- (1995–) Troye Sivan
- (1995–) Melanie Martinez
- (1995–) 5 éves korától Joy Gruttmann
- (1995–) 14 éves korától Gianluca Ginoble
- (1995–) 13 éves korától Ross Lynch
- (1996–) 16 éves korától Dove Cameron
- (1996–) 16 éves korától Austin Mahone
- (1996–) Normani
- (1996–) Lauren Jauregui
- (1996–) Jacob Latimore
- (1996–) Makisig Morales
- (1996–) Jamia Simone Nash
- (1996–) éves korától Zendaya
- (1997–) Cody Simpson
- (1997–) Becky G
- (1997–) Zara Larsson
- (1997–) Dinah Jane
- (1997–) Martina Stoessel
- (1997–) Camila Cabello
- (1997–) 14 éves korától Olivia Holt
- (1997–) 13 éves korától Bella Thorne
- (1997–) 12 éves korától Greyson Chance
- (1998–) 12 éves korától Coco Jones
- (1998–) Shawn Mendes
- (1998–) Abraham Mateo
- (1998–) Christell
- (1998–) 12 éves korától Patricia Janečková
- (1998–) 10 éves korától Hollie Steel
- (1998–) Candy Hsu
- (1998–) Jordan Jansen
- (1998–) 12  éves korától China Anne McClain
- (1999–) Tiffany Espensen
- (1999–) 11 éves korától Sabrina Carpenter
- (2000–) 4 éves korától Maya Bond
- (2000–) 6 éves korától Connie Talbot
- (2000–) 6 éves korától Willow Smith
- (2000–) 7 éves korától Jackie Evancho
- (2000–) 10 éves korától Jasmine Thompson
- (2001–) 13 éves korától Lee Jinsol
- (2002–) 7 éves korától Rhema Marvanne
- (2003–) Lil' P-Nut
- (2003–) Crystal Lee (Malajziából)
- (2003–) 8 éves korától Matty B
- (2003–) 9 éves korától Lizi Pop
- (2003–) 10 éves korától Alisa Kozhikina
- (2003–) 8 éves korától Sophia Grace [5]
- (2003–) 11 éves korától JoJo Siwa [6]
- (2003–) 12 éves korától Beau Dermott
- (2004–) Mana Ashida
- (2004–) 4 éves korától Kaitlyn Maher
- (2004–) 12 éves korától Grace VanderWaal
- (2004–) 9 éves korától Amira Willighagen
- (2004–) 9 éves korától Mackenzie Ziegler
- (2004–) 7 éves korától Uthara Unnikrishnan
- (2004–) 10 éves korától Flavio Rizzello
- (2004–) 9 éves korától Krisia Todorova
- (2004–) 9 éves korától Lyca Gairanod
- (2005–) 4 éves korától Mariam Mamadashvili
- (2005–) 6 éves korától Sreya Jayadeep
- (2005–) 12 éves korától Roksana Węgiel
- (2005–) 10 éves korától Jamazaki Mei
- (2006–) 7 éves korától Angelina Jordan
- (2006–) 5 éves korától Rosie McClelland
- (2007–) 8 éves korától Esang de Torres
- (2007–) 6 éves korától Angelica Hale
- (2007–) 11 éves korától Wiktoria Gabor
- (2007–) 6 éves korától Celine Tam
- (2008–) 7 éves korától Praniti
- (2009–) 8 éves korától Valentina Tronel
- (1975-2019) 8 éves korától R Kelly
- (1991-2013) 12-13 éves korától Kris Kross
- (1990–2017) 8-10 éves korától Another Bad Creation